# Río Mitong
El Río Mitong es el nombre que recibe un río en el suroeste de la parte continental del Guinea Ecuatorial. Forma parte de estuario del río Muni, junto con los ríos Congüe, Mandyani, Mitimele, Utamboni y Mven.